# Вереньки (Поставский район)
Вереньки — деревня расположена в Камайском сельсовете Поставского района Витебской области Белоруссии.

## География
Вереньки расположены в 18 км от города Поставы и в 13 км от центра сельсовета.

## Историко-статистические сведения
Во времена Российской империи деревня Вереньки входила в состав Кобыльникской вролости Свенцянского уезда Виленской губернии. В четвёртом томе «Географического словаря Королевства Польского и прочих славянских стран» (Варшава, 1883) про Вереньки содержатся следующие сведения:
«Кобыльникская волость насчитывает 315 дворов, 3487 жителей обоего пола; состоит из 4 сельских округ: Кобыльник, Свираны, Вереньки, Хомейки; имеет 67 сел».
В 1920 — 1922 гг. в составе Срединной Литвы.
В 1939 году в результате раздела Польши присоединена к БССР.
С 1940 года — центр Вереньковского сельсовета Поставского района.
Во время Второй мировой войны, отступающие немецкие части должны были уничтожить деревню. Немецкий офицер показывал местным жителям карту, на которой деревня была обведена красным кругом. Местные жители разбежались. Однако быстрые наступательные действия советских войск во время осуществления операции «Багратион» в 1944 году не позволили осуществиться этому плану. Деревня была сохранена.
Из воспоминаний Леокадии Людвиговны Казловской (род. 1928), в замужестве — Климюк:
«Во время войны, немцы три года были у нас. С продуктами было тяжело, соли вообще нигде купить нельзя было. Спасал нас двоюродный брат отца из Йодовцев. Это деревня во время войны была под Литвой и немцы литовцев обеспечивали хорошо. Папа — Людвиг Иосифович Казловский (1872—1951) — ездил к брату и привозил соль и другие необходимые товары. А когда немцы уходили, один из немцев предупредил, что деревню будут жечь, так как она была на карте обведена красным. При отступлении немцы забирали все с собой в Германию: гнали молодежь, забирали скот. Все вырыли в лесу окопы, коров стали навязывать в лесу. Однако советские войска гнали немцев по-умному, не давали им опомниться. Так наша деревня и осталась целой… До 1950 года у нас было единоличное хозяйство. А потом стали создавать колхозы и землю у отца забрали под колхоз (18 гектар). Мама Зоня (в девичестве — Черенок) сдала в собственность колхоза также две кобылы, плуг, борону и колеса. В колхоз тогда вступали, так как советская власть душила единоличников налогами. Если налоги не выплачивались, сразу сажали в тюрьму. Отец же, в силу своего возраста, не успевал обрабатывать всю землю. Налоги постепенно накапливались. Однажды, даже нашу корову забрали в Поставы за долги (правда, через три дня вернули). Временами случалось, когда кушать ничего не было…»
В 1950 году — 33 двора, 116 жителей.
16 июля 1954 года Вереньковский сельсовет был упразднён. Деревня была включена в состав Загатского сельсовета.
В 1957 году действовал ФАП.
В 1959 году в деревню были переселены жители хутора Феликсово.
В 1963 году — 39 дворов, 111 жителей. В деревне функционировали магазин и медпункт.
С 1966 года — деревня в Дворчанском сельсовете.
В 1970 году — 51 двор, 164 жителя, восьмилетняя школа, клуб, библиотека, ФАП, отделение связи, магазин.
С 1985 года — в составе Ширковского сельсовета. 30 августа 1993 года деревня Вереньки слилась с деревней Козлы.
В 2001 году — 66 дворов, 231 житель, клуб, библиотека, почта, магазин.
1 января 2014 года в состав Камайского сельсовета включены земли упразднённого Ширковского сельсовета Поставского района общей площадью 4143,16 гектаров с расположенными на них шестнадцатью населёнными пунктами (деревни Ботвиновичи, Вереньки, Идолино, Койры, Параски, Петровщина, Подоляны, Скураты, Труханки, Фалевичи, Шабаны, Шустицкие, Юшковщина, Яковичи, Ясево, Яськовичи).